# 草井渡船
草井渡船（くさいとせん）は、木曽川で運航されていた渡し船である。草井の渡し、前渡の渡しとも称する。

## 概要
岐阜県各務原市前渡（旧・稲葉郡前渡村→稲葉郡前宮村大字前渡→稲葉郡稲羽町大字前渡）と愛知県江南市草井（旧・葉栗郡草井村）の間の木曽川で運航された渡船である。岡田式渡船装置を使用していた。
この付近の木曽川は幅が広く、中央の中州を挟んで北側の流れを北川、南側の流れを南川と呼び、大正年間までは北川が前渡が管理、南川が草井が管理する渡船であった。
古くから木曽川の交通の要所である渡船であったが、犬山橋（1925年（大正14年）完成）、犬山頭首工ライン大橋（1968年（昭和43年）完成）、河田橋（1958年（昭和33年）完成）、川島大橋（1962年（昭和37年）完成）により利用者は減少。上流約500ｍに愛岐大橋が完成したことにより、1969年（昭和44年）3月31日に閉鎖（廃止）された。

## 歴史
天正12年（1584年）運航開始。実際は鎌倉時代から「摩免戸の渡し」「豆渡の渡し」「大豆戸の渡し」として存在しており、羽柴秀吉が小牧・長久手の戦いの際に公的に認可したのが天正12年のことである。承久3年（1221年）の承久の乱で鎌倉幕府軍の東海道軍の一部が使用し、この付近で摩免戸の戦いが行われたという。
- 1903年（明治36年）11月17日 - 渡船が転覆し、溺死者8名。通行量の増加もあり、船に道板を渡して荷車や馬車を乗せるなど無理な運行が原因という。
- 1908年（明治41年）12月9日 - 前渡地区の渡船（北川）が岡田式渡船で運航を開始する。草井地区の渡船（南川）は従来の渡船で運航されていたため、前渡地区と草井地区で対立する。
- 1910年（明治43年） - 前渡地区と草井地区で「草井前渡合同岡田式越立営業組合」を設立し、岡田式渡船装置での運航に統一される。運航賃金（大正8年時点）は大人2銭、小人1銭、人力車5銭、荷馬車8銭、自転車3銭、自動車20銭。
- 1919年（大正8年）4月16日 - 渡船が沈没し、溺死者7名。増水のため岡田式渡船が使用できず、予備の小型船を使用して運航していたところ定員以上の人数が乗船したためという。
- 1920年（大正9年） - 草井渡船が葉栗郡道草井鵜沼線の一部に認定される。
- 1922年（大正11年）6月22日 - 豪雨により新造した船も含めた渡船施設が流失。草井前渡合同岡田式越立営業組合は大正8年の溺死者への補償金もあり、経営困難に陥る。
- 1926年（大正15年）12月 - 愛知県知事に「渡船を県営にする嘆願書」が提出される。
- 1927年（昭和2年） - 県営（愛知県岐阜県共同）渡船となり、無料となる。運航は草井前渡合同岡田式越立営業組合に委託される。
- 1930年（昭和5年） - 愛知県営の渡船となる。運航は草井前渡合同岡田式越立営業組合に委託される。
- 1945年（昭和20年） - 愛知県の直接管理となる。
- 1969年（昭和44年）3月31日 - 閉鎖（廃止）。翌日愛岐大橋が完成。